# Eugène Rendu
Pour les articles homonymes, voir Rendu (homonymie).
Eugène Rendu, né le 10 janvier 1824 à Paris et mort le 23 janvier 1903 à Labbeville, est un historien et homme politique français.

## Biographie
Fils d'Ambroise Rendu. Licencié ès lettres, archiviste paléographe (promotion 1847), il entreprend un long voyage en Italie. En 1848, il collabore au journal "l’Ère nouvelle" de Lacordaire. Il entre ensuite au ministère de l'instruction publique où il participe à l'élaboration de la loi de 1850. En 1851, il est inspecteur de l'enseignement primaire, puis en 1857, chef du personnel de l'instruction primaire, au ministère. Membre fondateur de L'Œuvre des Écoles d'Orient, plus connue actuellement sous le nom de L’Œuvre d’Orient le 4 avril 1856. Il siège au sein de son 1er Conseil général  jusqu’à sa démission le 15 avril 1869. En 1860, il est inspecteur général de l'instruction publique. Action diplomatique et journalistique importante en faveur de l'unité italienne. Sa correspondance avec l'homme d'état Massimo d'Azeglio se trouve au Musée du Risorgimento de Turin. Candidat malheureux aux élections sous le Second Empire, il devient député de Seine-et-Oise de 1876 à 1877, siégeant à droite. Il ne se représente pas en 1877 et échoue en 1885 et 1889 à retrouver un siège.

## Sources
- « Eugène Rendu », dans Adolphe Robert et Gaston Cougny, Dictionnaire des parlementaires français, Edgar Bourloton, 1889-1891 [détail de l’édition]
- papiers de famille et livre "Les Rendu ou comment accéder à la bourgeoisie" de Marc Ambroise-Rendu, Editions Christian, 1989